# تدريس اللغة التواصلية

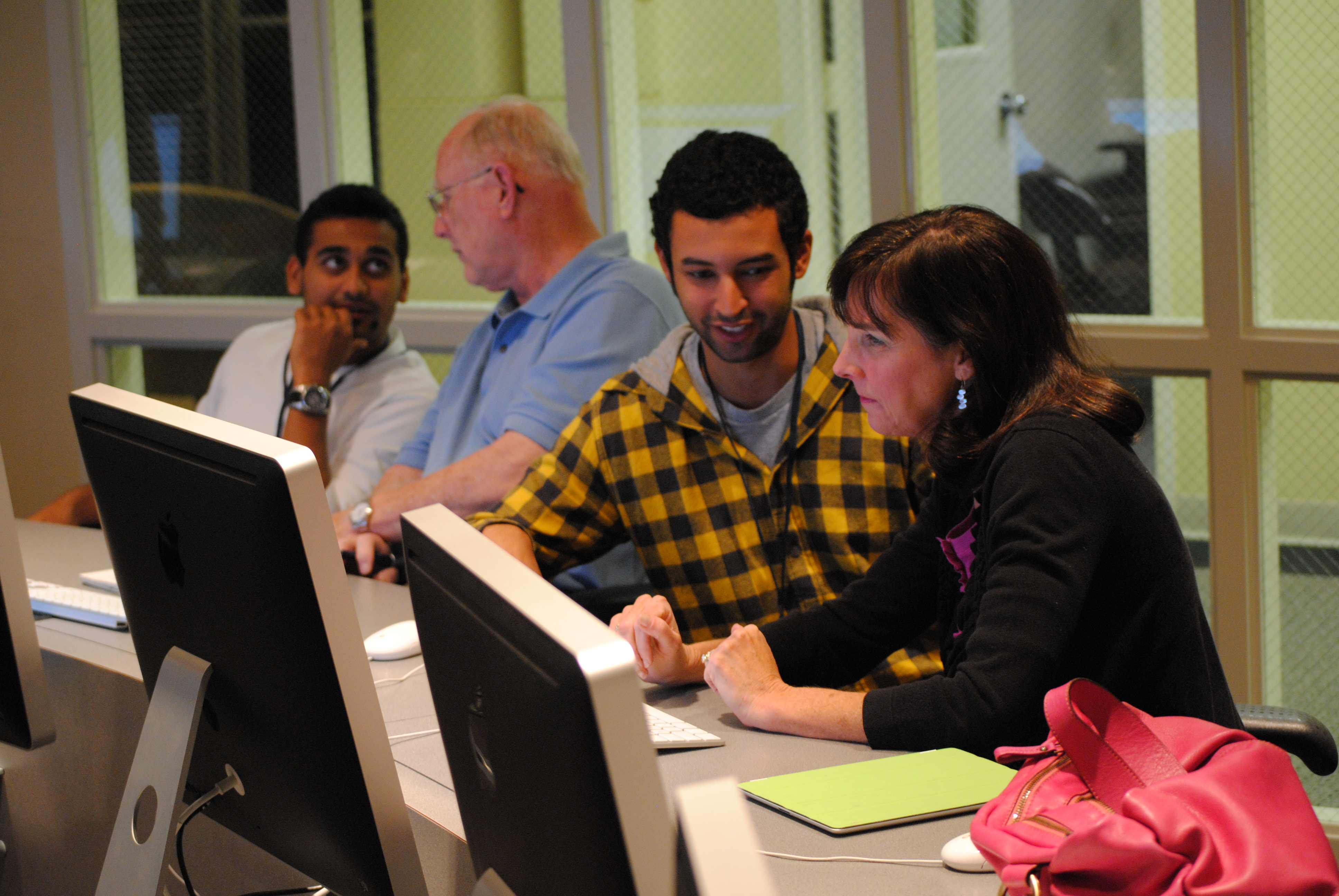

تدريس اللغة التواصلية (بالإنجليزية: Communicative language teaching)‏ أو النهج التواصلي، هو نهج لتعليم اللغة التي تؤكد على تفاعل كل من الوسائل والهدف الرئيسي من الدراسة.

## الخلفية

### التأثيرات الاجتماعية
ارتفع تدريس اللغة التواصلية على الساحة في السبعينات وأوائل الثمانيات كنتيجة للعديد من التطورات المتفاوتة في كل من أوروبا والولايات المتحدة. أولا، كان هناك زيادة في الطلب على تعلم اللغة خصوصاً في أوروبا. وأدى ذلك ظهور السوق الأوروبية المشتركة للهجرة الأوروبية على نطاق واسع، وبالتالي كان هناك عدد كبير من الناس الذين في حاجة إلى تعلم لغة أجنبية للعمل أو لأسباب شخصية. وفي الوقت نفسه كان الأطفال قادرين على نحو متزايد على تعلم اللغات الأجنبية في المدرسة. وارتفع عدد المدارس الثانوية التي تقدم اللغات في جميع أنحاء العالم في 1960s و 1970s كجزء من الاتجاه العام لمناهج التوسيع والتحديث وتوقفت الدراسة باللغة الأجنبية على أن تكون محصورة على أكاديميات النخبة. في بريطانيا، كان إدخال المدارس الشاملة يعني أن جميع الأطفال تقريبا أتيحت لهم الفرصة لدراسة اللغات الأجنبية.
هذا الطلب المتزايد ضغط على المربين لتغير طرق التدريس الخاصة بهم. الطرق التقليدية مثل الترجمة النحوية التي افترضت أن الطلاب كانوا يهدفون لإتقان اللغة المستهدفة، والتي كان الطلاب على استعداد للدراسة لسنوات قبل توقع استخدام اللغة في الحياة الحقيقية. ومع ذلك، كان هناك اعتراض على هذه الافتراضات من قبل المتعلمين الكبار الذين كانوا مشغولين بالعمل وأطفال المدارس الذين كانوا أقل أكاديميا قادرا. وأدرك المربون أنه كان ضروريا تحفيز هؤلاء الطلاب مع مكافأة فورية.
زاد اتجاه التقدمية في التعليم الضغط على المربين لتغيير أساليبهم. وتحتفظ التقدمية بالتعلم النشط الذي يعتبر أكثر فعالية من التعلم السلبي، وكما اكتسبت هذه الفكرة زخما في المدارس كان هناك تحول عام نحو استخدام التقنيات حيث كان الطلاب أكثر نشاطا مثل العمل الجماعي. لم يستثنى التعليم باللغة الأجنبية من هذا الاتجاه، وسعى المعلمين لإيجاد أساليب جديدة يمكن أن تجسد هذا التحول في التفكير بشكل أفضل.
اليوم، أكثر طرق تدريس اللغات هي «التعليم التواصلي للغة» أو CLT (بالإنجليزية: Communicative Language Teaching)‏.

## التأثيرات الأكاديمية
وقد ساعد تطوير تدريس اللغة التواصلية أيضا بالأفكار الأكاديمية الجديدة. في بريطانيا، بدأ علماء اللغة التطبيقية بالشك في فعالية تدريس اللغة الظرفية والأسلوب السائد في ذلك البلد في ذلك الوقت. وكان هذا جزئيا استجابة لرؤى تشومسكي في طبيعة اللغة. وقد أوضح تشومسكي أن النظريات التركيبية للغة السائدة في ذلك الوقت لا يمكن أن تفسر الإبداع والتنوع الواضحان في التواصل الحقيقي. بالإضافة إلى ذلك، وبدأ علماء اللغة التطبيقية البريطانيين مثل كريستوفر كاندلن وهنري ويدوسون النظر في أن التركيز على البنية لا يساعد طلاب اللغة أيضاً. ورأوا حاجة الطلاب لتطوير المهارات التواصلية والكفاءة الوظيفية بالإضافة إلى إتقان تراكيب اللغة.
في الولايات المتحدة، طور عالم اللغة وعالم الأنثروبولوجيا ديل هايمز مفهوم الكفاءة التواصلية. وكان هذا رد فعل على مفهوم تشومسكي من الكفاءة اللغوية للمتحدث المثالي بلغة الأم. وأعاد تعريف الكفاءة التواصلية والذي يعني «معرفة» لغة ما؛ بالإضافة إلى المتحدثين الذي يتقنون أكثر العناصر التركيبية للغة، ووفقاً للكفاءة التواصلية يجب عليهم أيضا أن يكونوا قادرين على استخدام تلك العناصر التركيبية بشكل مناسب في المواقف الاجتماعية المختلفة. وتتلخص هذه بدقة من قبل تصريح هايمز «، هناك قواعد للاستخدام والتي بدونها لن تكون قواعد اللغة مجدية». لم يجعل هايمز صيغة ملموسة للكفاءة التواصلية ولكن ربط الكُتاب اللاحقين المفهوم لتعليم اللغة، لا سيما مايكل كانال.

## المناهج التواصلية
كان هناك تطورا مؤثر في تاريخ تدريس اللغة التواصلية عمل مجلس أوروبا في خلق مناهج اللغة الجديدة. كان التعليم أولوية قصوى في مجلس أوروبا، وعرضوا لتوفير مناهج دراسية التي تلبي احتياجات المهاجرين الأوروبيين. وكان من بين الدراسات التي يستخدمها المجلس عند تصميم مقرر واحد من قبل اللغوي البريطاني يلكنز الذي عرف اللغة باستخدام «المفاهيم» و «الوظائف»، بدلا من أكثر التصنيفات التقليدية التي تستخدم قواعد اللغة والمفردات. تتضمن الأصناف النظرية مفاهيم مثل الوقت والمكان والتردد والكمية وتشمل الأصناف الوظيفية الأفعال التواصلية مثل العروض والشكاوى والنفي والطلبات. واستخدمت على نطاق واسع في هذه المناهج.
وتم تطوير مواد تعلم اللغة التواصلية أيضا في ألمانيا. وكان هناك تركيز جديد على الحرية الشخصية في التعليم الألماني في ذلك الوقت، وحدث هذا الموقف مثلا في فلسفة يورغن هابرماس. ولتحقيق هذا الهدف، طور المربين المواد التي سمحت للمتعلمين باختيار ما يريدون للتواصل بحريه. وتتركز هذه المواد على المعاني الاجتماعية المتنوعة المختلفة بموضوع معين من القواعد، وكان منظم بطريقة تمكن المتعلمين باختيار كيفية التقدم من خلال المقرر بأنفسهم. واستخدمت المواد في دورات تدريب المعلمين وورش العمل لتشجيع المعلمين على التغير باستخدام المنهج التوأصلي. وكان هناك مشروعان مماثلان أيضا قام به كاندلن في جامعة لانكستر وهولك في جامعة نانسي.
وفي الوقت نفسه في جامعة إلينوي، كانت هناك دراسة بحثت في آثار التدريس الصريح لتعلم الاستراتيجيات للمتعلمين اللغة. وشجعت الدراسة المتعلمين على تحمل المخاطر أثناء التواصل واستخدام بنيات أخرى من النماذج الذين يحفظون عن ظهر قلب. في ختام هذه الدراسة، الطلاب الذين تعلموا بشكل صريح ليسوا أسوأ في الاختبارات النحوية من الطلاب الذين كان يتعلمون بالأساليب التقليدية، لكن أدوا أفضل بشكل ملحوظ في اختبارات القدرة التواصلية. وكان هذا هو الحال حتى بالنسبة للمبتدئين. ونتيجة لهذه الدراسة، تم إنشاء الأنشطة التواصلية الإضافية للمقرر الفرنسي. وتركز هذه المواد على استقلالية الفصول الدراسية، وتعلم المتعلمين عبارات مختلفة التي يمكن أن تستخدم في النقاش، مثل «ما هي الكلمة...» و «أنا لا أفهم».

### تقنيات التعليم التواصلي
نشأ المنهج تقنيات التعليم التواصلي لكي يسهل على التلميذ اكتساب مهارة التواصل بأي لغة وذلك عن طريق استعمال اللغة المراد دراستها في عملية التواصل وهدف هذا المنهج ان يكتسب التلميذ مهارات التواصل. يستعمل الاستاذ في هذا المنهج معلومات مأخوذة من الصحف والأخبار وقد يكون المضوع المُناقش هو: من تتوقع أن يفوز بكأس العالم مثلا، وقد يطلب الأستاذ من التلاميذ أن يستمعوا إلى نشرة إخبارية في التلفاز أو الراديو ثم يكون هناك نقاشاً فعَّالاً بين التلاميذ وأستاذهم.

#### ملأ الفراغات
يقوم الأستاذ بإعطاء التلاميذ نص غير مكتمل ويكون الواجب أن يخمنوا ويبحثوا عن الإجابة الصحيحة، وهذه الطريقة تُعلم التلاميذ كيف يقومون بفهم الروابط المنطقية التي تجعل النص منسجماً.

#### الألعاب الجماعية
ألعاب التخمين والأسئلة والأجوبة.

#### استخدام الصور
يُحضر الأستاذ صورة غير مكتملة ويطلب من التلاميذ أن يُكملوا أو أن يتوقعوا ماسيحدث في النهاية، ثم بعد ذلك يُظهر الأستاذ تكملة الصورة ويدفعهم بطريقة غير مباشرة لعمل مقارنة بين ما توقَّعوه وبين الصورة الحقيقية، وهذه الطريقة تعلم التلاميذ كيف يحلون المشاكل بطريقة تواصلية.

## الخلاصة
وعادة ما يتميز تدريس اللغة التواصلية كنهج واسع النطاق، وبدلا من أن تكون طريقة التدريس مع مجموعة محددة بوضوح من التدريبات الصفية. وغالبا ما تعرف بأنها قائمة من المبادئ أو المميزات. وإحدى أكثر هذه القوائم المعترف بها هي لديفيد نونان عام 1991 وتحتوي على خمسة مميزات لتدريس اللغة التواصلية:
- التركيز على تعلم التواصل من خلال التفاعل بلغة الهدف.
- إدخال النصوص الموثوقة في التعلم.
- توفير فرص للمتعلمين للتركيز، ليس فقط على اللغة ولكن أيضا على عملية التعلم نفسها.
- تعزيز الخبرات الشخصية للمتعلم كعناصر هامه تسهم في التعلم في الفصول الدراسية.
- محاولة ربط تعلم اللغة في الفصول الدراسية مع أنشطة اللغة خارج الفصول الدراسية.

واٌدعت هذه الميزات الخمس من قبل ممارسي تدريس اللغة التواصلية لإظهار أنهم مهتمون جدا في احتياجات ورغبات المتعلمين، وكذلك العلاقة بين اللغة التي يتم تدريسها في الفصول كما خارج الفصول. وتحت مظلة هذا التعريف الواسع، أي ممارسة تدريس التي تساعد الطلاب على تطوير قدراتهم التواصلية تعتبر شكلا مقبولا ومفيدا للتعليم. وبالتالي، غالبا ما يأخذ تدريس اللغة التواصلية في الفصول شكل الزوج والعمل الجماعي التي تتطلب التفاوض والتعاون بين المتعلمين والأنشطة القائمة على الطلاقة التي تشجع المتعلمين على تطوير ثقتهم ولعب الأدوار الذي يمارس ويطور الطلاب فيه وظائف اللغة.
في منتصف التسعينات وفي المبدأ 95 أصدر بيان رسميا أثر على تدريس اللغة من خلال حركة تعليم اللغة الذي اقترح أن المواد المنشورة يمكن تخرس النهج التوأصلي. وعلى هذا النحو، الهدف من نهج التعليم لتعليم اللغة هو التركيز على محادثات حقيقية حول مواضيع الحقيقية حيث أن الاتصالات هي المحرك للتعلم. وقد يؤدي هذا الاتصال إلى تفسير، ولكن هذا بدوره سوف يؤدي إلى مزيد من التواصل.

## الأنشطة الصفية
وتشمل الأنشطة الصفية المستخدمة في تدريس اللغة التواصلية التالي:
- لعب الأدوار في المسرحيات
- المقابلات
- فجوة المعلومات
- الألعاب
- تبادل اللغة
- الاستطلاعات
- العمل كأزواج
- التعلم عن طريق التدريس

ومع ذلك، ليست جميع المقررات أو الدروس التي تستخدم نهج اللغة التواصلية ستفديهم هذه الأنشطة فقط.سوف تأخذ بعض المقررات والدروس للطلاب مسابقات نحوية أو أعدادهم في المنزل باستخدام التدريبات غير التواصلية، على سبيل المثال، «نظرية التحكم» لوليام جلاسر، تجسد محاولاته لتمكين الطلاب ومنحهم صوتا من خلال التركيز على الاحتياجات الإنسانية الأساسية: ما لم يتم منح الطلاب السلطة، فإنهم قد بذلوا القليل من القوة للتصدي من التعلم والإنجاز من خلال السلوك غير اللائق والمعتدل. وبالتالي فإنه من المهم للمعلمين إعطاء الطلاب صوت، لا سيما في ظل المناخ التعليمي الحالي، الذي يهيمن عليه التقييس والاختبار.

## انتقادات تدريس اللغة التواصلية
و قُدمت إحدى الهجمات الأكثر شهرة على تدريس اللغة التواصلية من قبل مايكل سوان في مجلة تدريس اللغة الإنجليزية عام 1985. ودافع هنري ويدوسون عن تدريس اللغة التواصلية أيضا في مجلة تدريس اللغة الإنجليزية عام 1985. وقد انتقد في الآونة الأخيرة كتاب أخرون (على سبيل المثال باكس) تدريس اللغة التواصلية لأهتماهم الغير كافي بالسياق الذي يجري فيه التعليم والتدريس، ومع ذلك تم الدفاع عن تدريس اللغة التواصلية ضد هذه التهمة (على سبيل المثال هارمر 2003).
في كثير من الأحيان، يعتبر النهج التوأصلي نجاحا إذا كان المعلم يفهم الطالب. ولكن إذا كان المعلم من نفس منطقة الطالب، سيفهم المعلم الأخطاء الناجمة من تأثير من لغته الأولى. والناطقين الأصليين بلغة الهدف قد لا تزال لديهم صعوبة في فهمم. قد تستدعي هذه الملاحظة التفكير الجديد والتكيف مع النهج التوأصلي. وينبغي أن يكون النهج التوأصلي المتكيف محاكاة حيث يتظاهر المعلم بفهم أي متكلم عادي للغة الهدف فقط ويتفاعل وفقا لذلك (هاتم 2006).